# Paquito Borrero Lavadí
Félix Francisco "Paquito" Borrero Lavadí (Palma Soriano, Oriente, Cuba, 30 de marzo de 1846 - Altagracia, Camagüey, Cuba, 17 de junio de 1895) fue un militar y patriota cubano del siglo XIX.

## Orígenes y Guerra de los Diez Años
Paquito Borrero nació en Palma Soriano, Oriente, Cuba, 30 de marzo de 1846. Desde joven se vinculó a las conspiraciones independentistas que abundaban en su país por esa época.
Al estallar la Guerra de los Diez Años (1868-1878), primera guerra por la independencia de Cuba, Paquito se unió a las tropas del futuro Mayor general Donato Mármol, Jefe de la "División Cuba".
Tras la muerte de Mármol por enfermedad en julio de 1870, sus fuerzas quedaron subordinadas al Mayor general Máximo Gómez, quien reorganizó dichas tropas, con vistas a llevar a cabo el plan que su difunto jefe no pudo realizar: la Invasión a Guantánamo. Desde agosto de 1871 hasta mayo de 1872, Borrero combatió con grados de teniente coronel en dicha invasión.
Borrero, como jefe del Regimiento "Jiguaní", combatió bajo las órdenes del Mayor general Calixto García en el combate de "El Zarzal", del 4 al 6 de junio de 1873. Por sus acciones en dicho combate, fue ascendido a coronel al día siguiente. En 1875, el nuevo jefe de la "División Cuba", el entonces General de Brigada Antonio Maceo, le ordenó realizar operaciones contra las fuerzas enemigas en el valle de Guantánamo.
En abril de 1875, Borrero marchó a la cabeza de un grupo de 200 soldados de infantería para reforzar a las tropas que se preparaban para invadir Occidente, al mando de Gómez. Sin embargo, una comisión le invitó a desviarse hacia "Lagunas de Varona", donde se gestaba una sedición, la cual finalmente ocurrió el 26 de abril de 1875, frustrándose la llegada de dichos refuerzos al Occidente.
Posteriormente, se subordinó al Mayor general Vicente García González, en Las Tunas. En una acción conjunta con el entonces coronel Francisco Estrada Céspedes, atacó Puerto Padre, el 23 de febrero de 1876. En marzo de 1877, tras la marcha de Vicente García hacia Las Villas, Borrero asumió el mando de la jurisdicción tunera, aunque no fue aceptado por los mambises de dicha región.
El 10 de febrero de 1878, se firmó el Pacto del Zanjón, que puso fin a la guerra sin haber logrado la independencia de Cuba. Muchos oficiales cubanos no aceptaron dicho pacto y se agruparon en torno al Mayor general Antonio Maceo, lo cual condujo a la Protesta de Baraguá, el 15 de marzo de 1878. Borrero continuó la lucha en Las Tunas, pero las condiciones no permitieron continuar. Paquito marchó al exilio junto a su jefe Vicente García, el 7 de junio de 1878. Poco después, se radicó en Puerto Plata, República Dominicana.

## Guerra Necesaria y fallecimiento
El 24 de febrero de 1895, estalló la Guerra Necesaria (1895-1898), tercera guerra por la independencia de Cuba. Una vez inicida dicha guerra, Paquito regresó a Cuba junto a José Martí, Máximo Gómez, Ángel Guerra Porro, César Salas y Marcos del Rosario en la expedición que desembarcó el 11 de abril de ese año por "Playita de Cajobabo", en la oriental región de Baracoa.
El 15 de abril de 1895, Borrero fue uno de los tres generales, junto a Gómez y Ángel Maestre, que proclamaron Mayor general del Ejército Libertador de Cuba a José Martí. Poco más de un mes después, Borrero participó en la Batalla de Dos Ríos, donde murió Martí, el 19 de mayo de ese año. Posteriormente, Paquito fue nombrado jefe de la jurisdicción de Las Tunas.
En junio de ese año, el Brigadier Borrero marchó junto al Generalísimo Máximo Gómez a iniciar su Campaña Circular en el Camagüey. El día 11, Gómez lo designó jefe de un destacamento.
Sin embargo, el ya Mayor general Paquito Borrero Lavadí, murió en combate seis días más tarde, el 17 de junio de 1895, mientras sus fuerzas atacaban un puesto militar español en Altagracia, Camagüey. Tenía al morir 49 años de edad. Varias entidades llevan su nombre en la actualidad.